# Поляна (Черновицкий район)
Поляна (укр. Поляна) — село в Тарашанской сельской общине Черновицкого района Черновицкой области Украины.
Население по переписи 2001 года составляло 466 человек. Почтовый индекс — 60434. Телефонный код — 3734. Код КОАТУУ — 7321087404.

## История
В 1946 г. Указом ПВС УССР село Пуен-Регат переименовано в Поляна.
До 2020 года входило в Глыбокский район